# Arnoglossus fisoni
Arnoglossus fisoni är en fiskart som beskrevs av Ogilby, 1898. Arnoglossus fisoni ingår i släktet Arnoglossus och familjen tungevarsfiskar. Inga underarter finns listade i Catalogue of Life.